# Pontiac Firebird
De Pontiac Firebird is een wagen van het Amerikaanse automerk Pontiac. De eerste generatie kwam op de markt in 1967 en deelde zijn platform met de Chevrolet Camaro. Terzelfder tijd kwam de Mercury Cougar op de markt. Deze deelde zijn platform echter met de Ford Mustang.
Elke generatie van de Firebird kende ook zijn eigen sportievere variant, telkens onder de naam Firebird Trans Am. Zowel KITT als KARR, de twee auto's uit de Amerikaanse televisieserie "Knight Rider", zijn aangepaste derde generatie Trans Am's.

## Afbeeldingen

### Pontiac Firebird

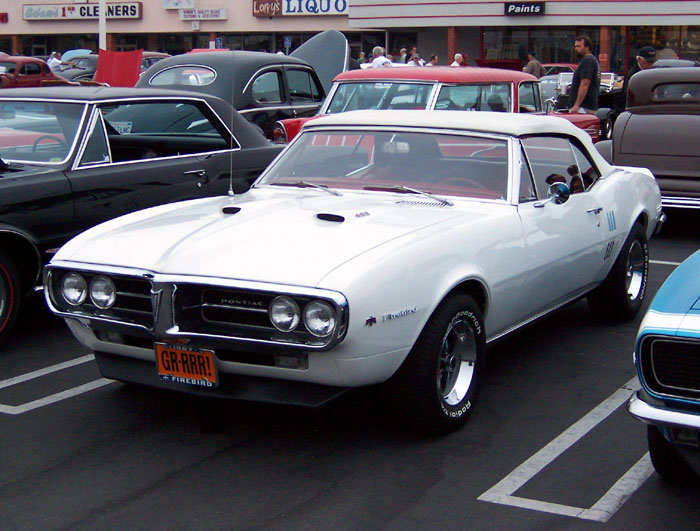
Eerste generatie (1967-1969)
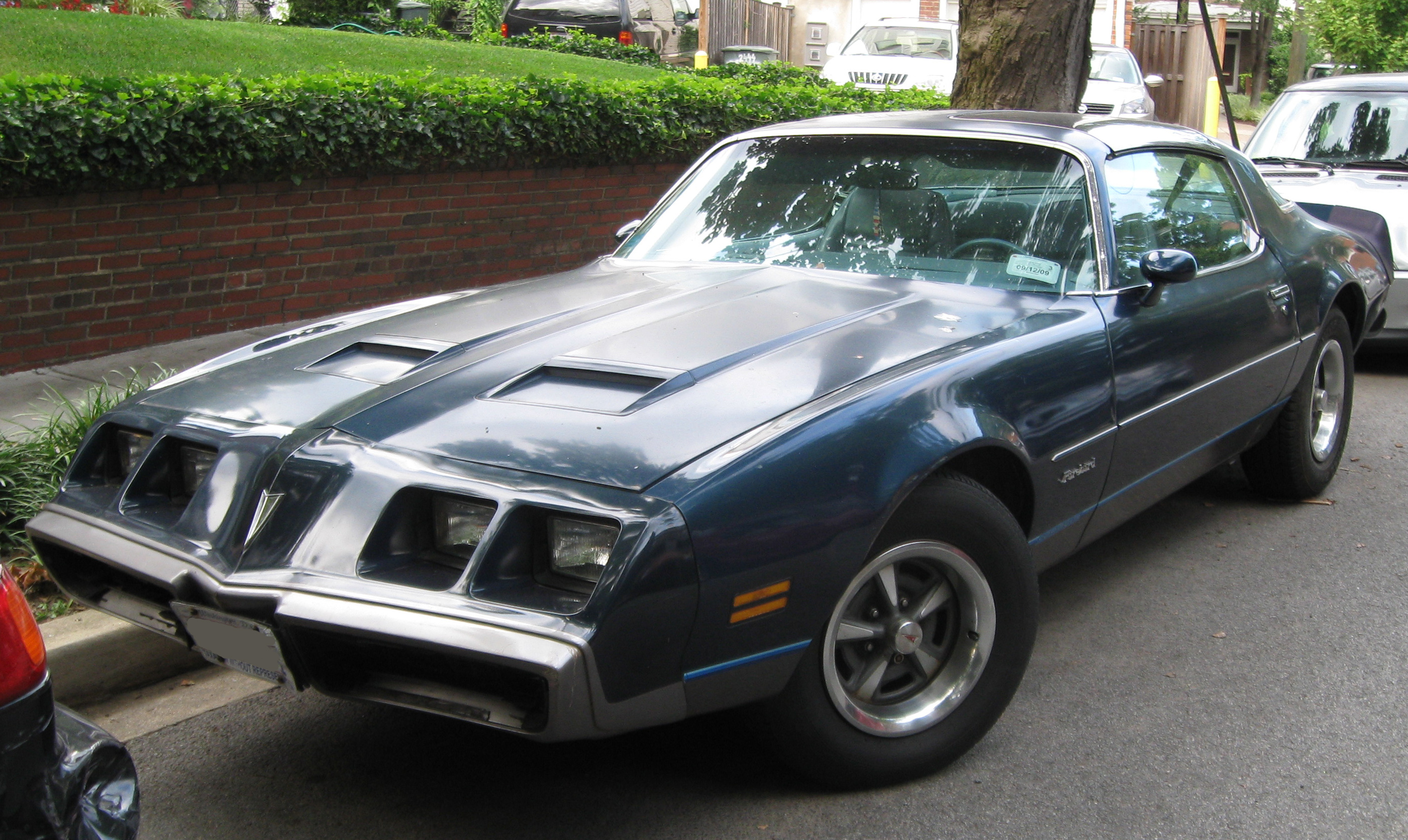
Tweede generatie (1970-1981)
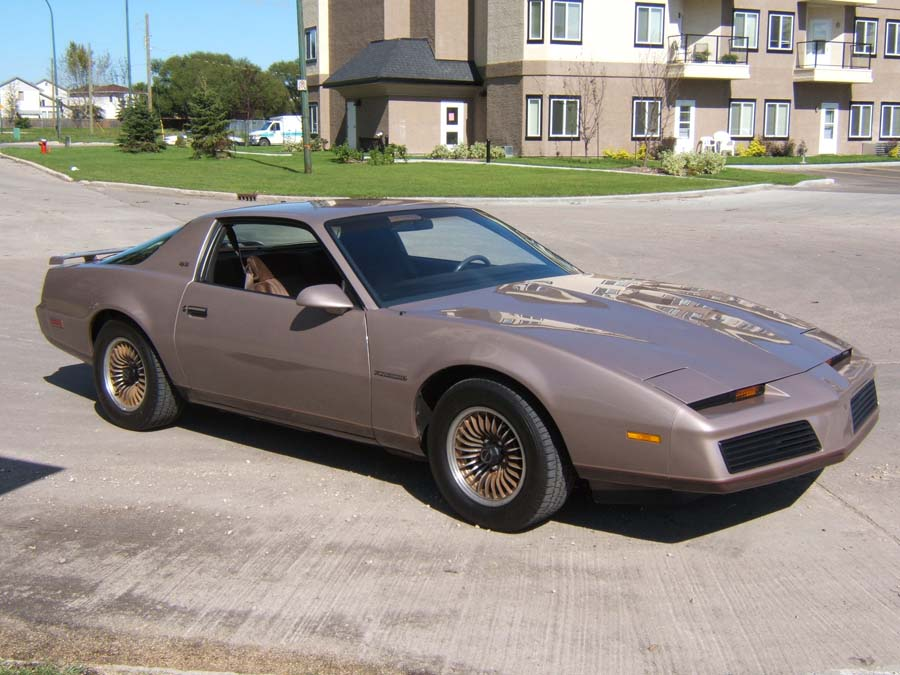
Derde generatie (1982-1992)
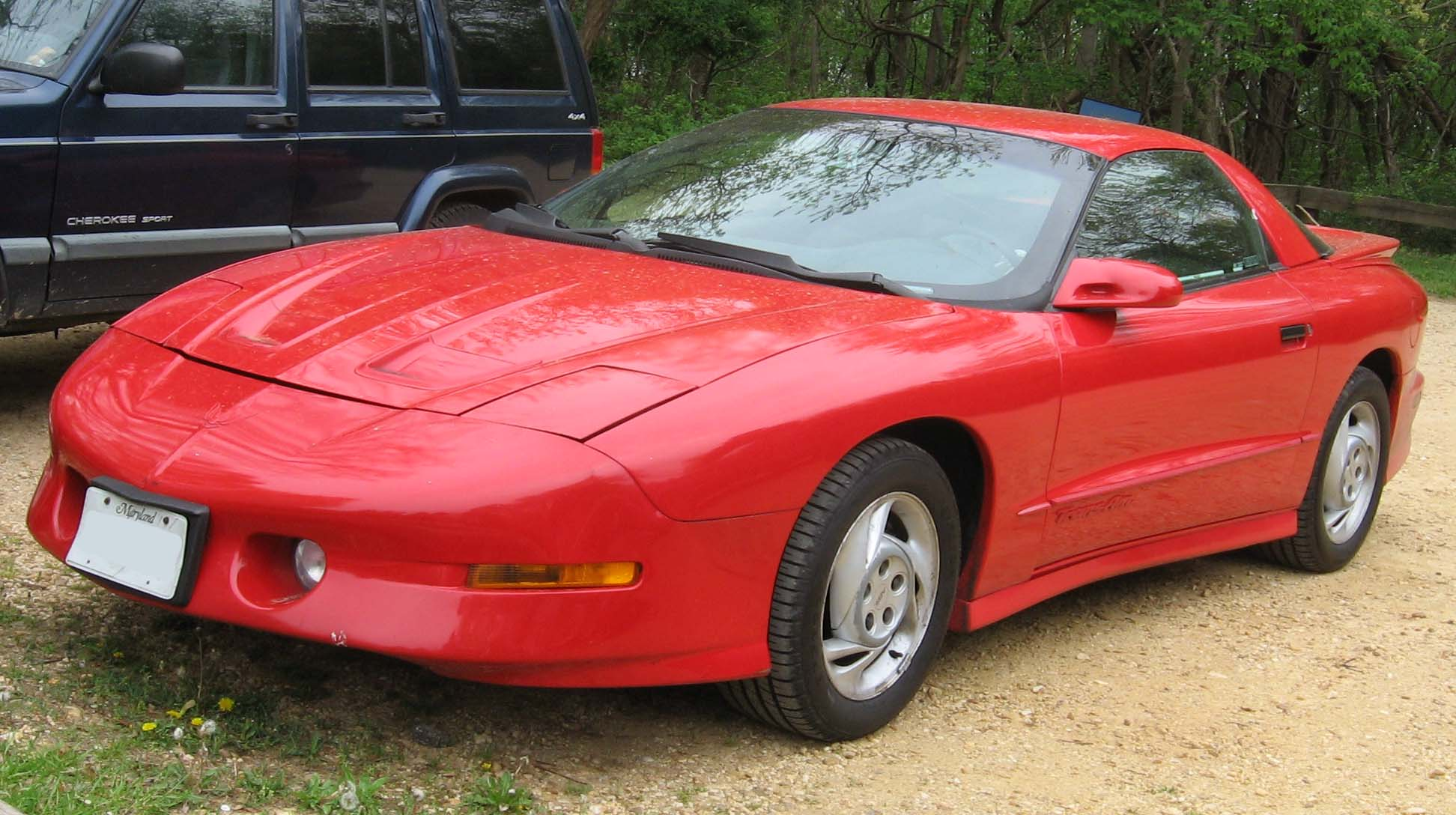
Vierde generatie (1993-2002)

### Pontiac Firebird Trans Am

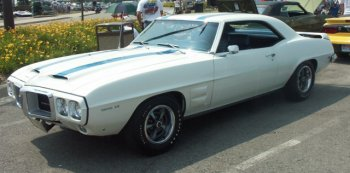
Eerste generatie (1969)
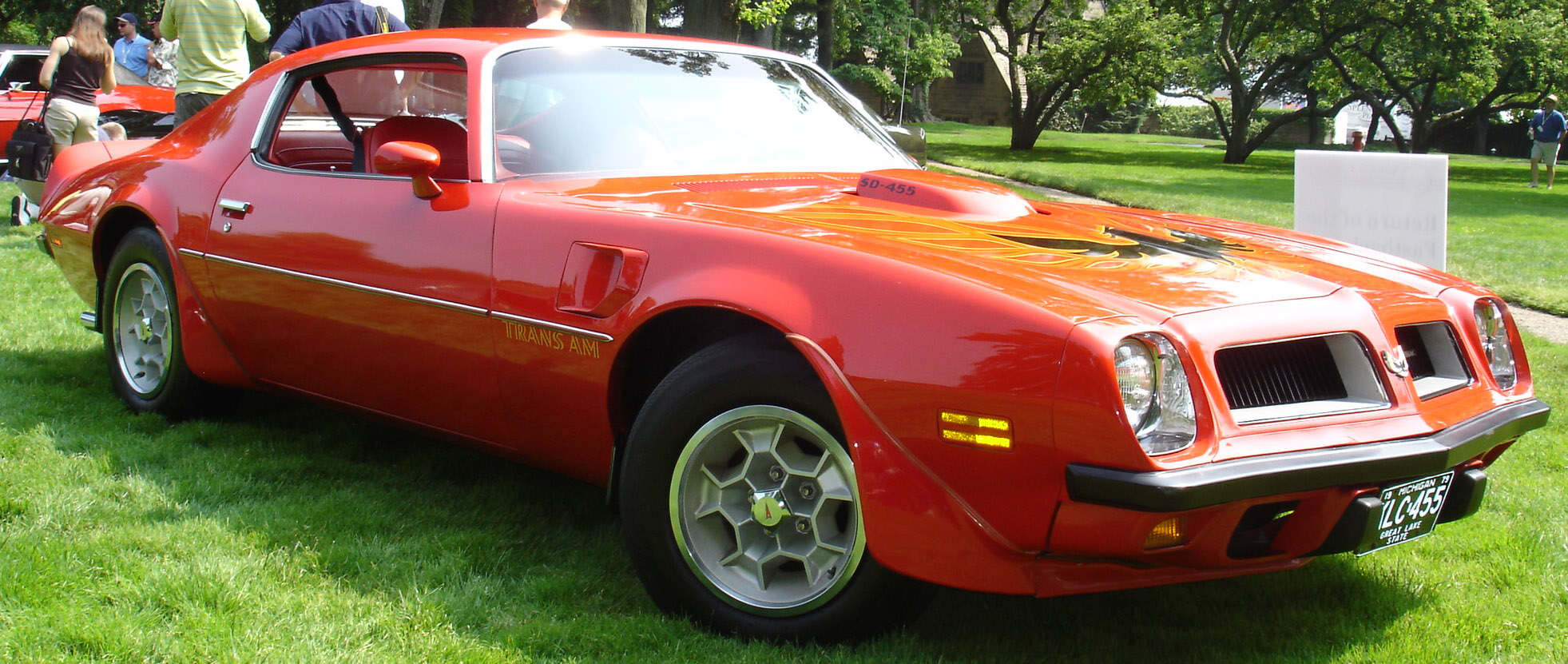
Tweede generatie (1970-1981)
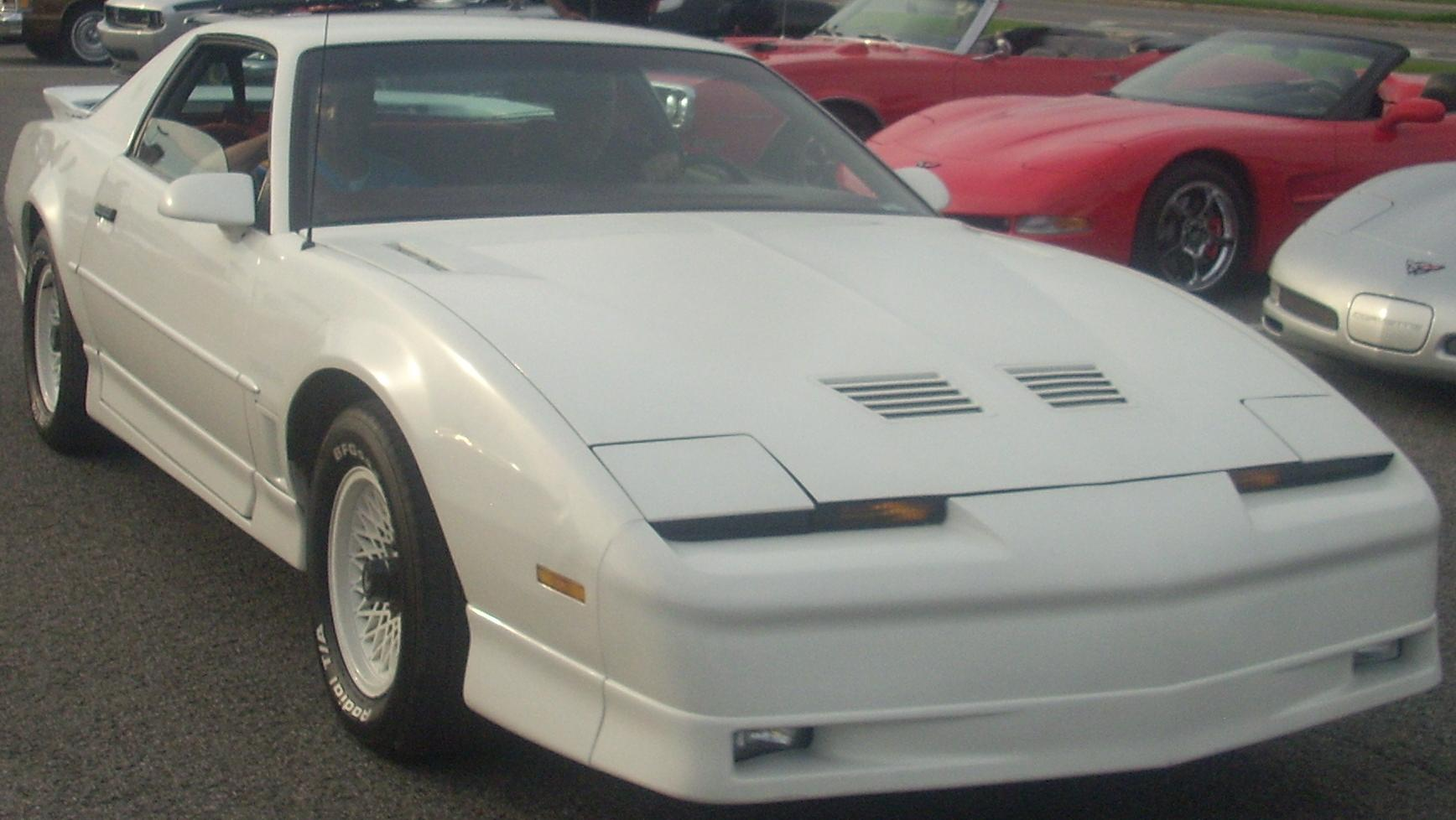
Derde generatie (1982-1992)
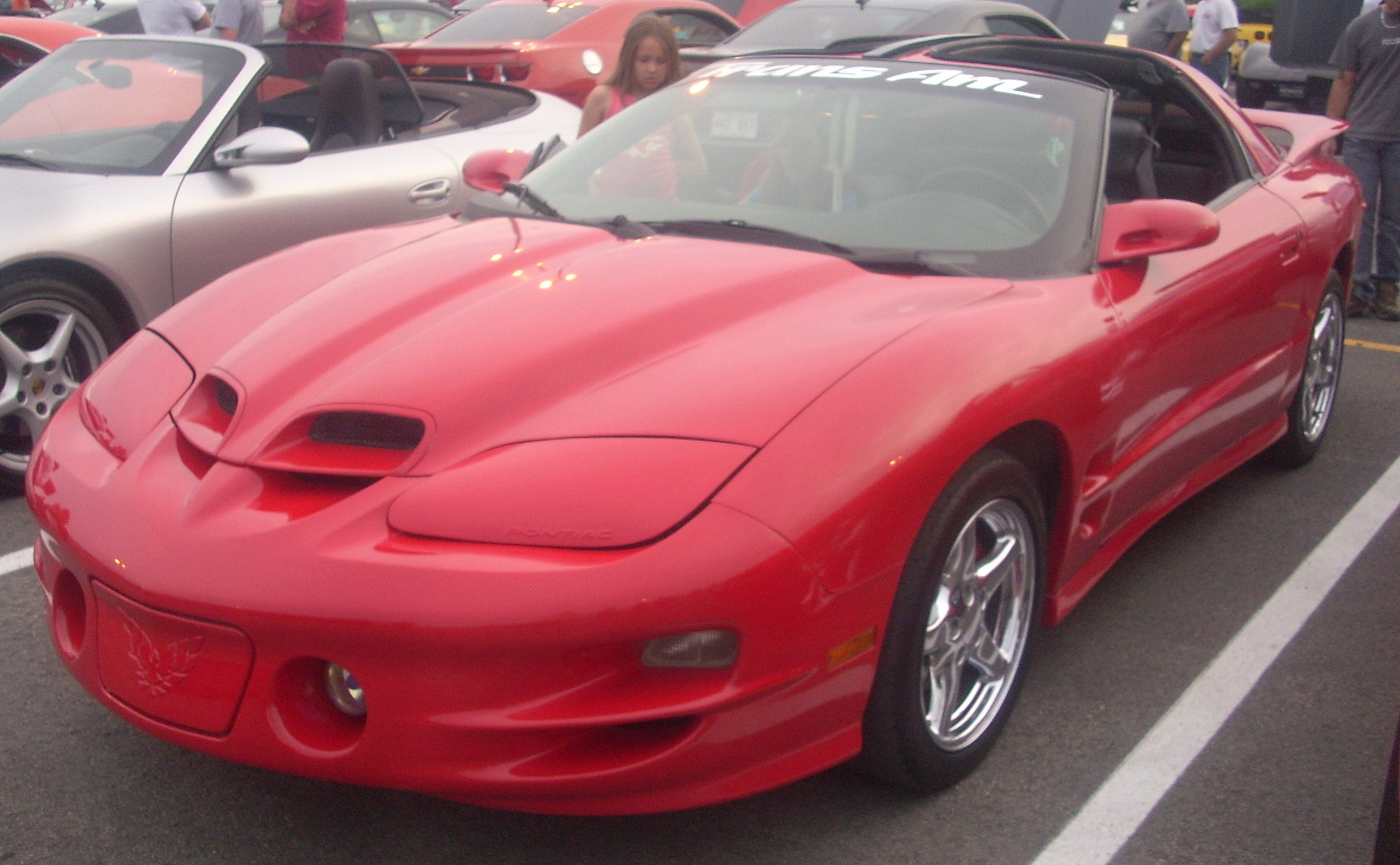
Vierde generatie (1993-2002)

Recente modellen:
2000 Sunbird · 
6000 · 
Aztek · 
Bonneville · 
Catalina · 
Fiero · 
Firebird · 
Firefly · 
G3 · 
G4 · 
G5 · 
G6 · 
Grand Am · 
Grand Prix · 
GTO · 
J2000 · 
Laurentian · 
LeMans · 
Matiz · 
Matiz G2 ·
Montana · 
Montana SV6 · 
Parisienne · 
Persuit · 
Phoenix · 
Safari · 
Solstice ·
Sunbird · 
Sunburst · 
Sunfire · 
Sunrunner · 
T1000 · 
Tempest · 
Torrent · 
Trans Am · 
Trans Sport · 
Ventura ·
Vibe · 
Wave
Historische modellen na de Tweede Wereldoorlog:
Acadian · 
Astre · 
Chieftain · 
Custom S · 
Executive · 
Grand Safari · 
Grand Ville · 
Grande Parisienne · 
Pathfinder · 
Silver Streak · 
Star Chief · 
Star Chief Executive · 
Strato Chief · 
Steamliner · 
Super Chief · 
Torpedo
Historische modellen voor de Tweede Wereldoorlog:
Series 6-27 · 
Series 6-28 · 
Series 6-29 Big Six · 
Series 6-30B · 
Series 401
Conceptauto's:
Bonneville Special · 
Club de Mer